# Michael Moorcock
Michael John Moorcock (* 18. prosince 1939) je anglický spisovatel píšící především science fiction a fantasy literaturu.  Do povědomí se dostal nejvíce díky svému románu s hlavním hrdinou Elricem z Melniboné, jenž měl klíčový vliv na poli fantasy v šedesátých a sedmdesátých letech dvacátého století.
Jako editor kontroverzního britského science fiction magazínu New Worlds, od května 1964 do března 1971 a poté znovu od roku 1976 do 1996, Moorcock podpořil vývoj „New Wave“ science fiction ve Velké Británii a nepřímo ve Spojených státech amerických. Vydání románu Bug Jack Barron od Normana Spinrada jako románu na pokračování bylo notoricky známé; v parlamentu dokonce někteří britští poslanci odsuzovali Arts Council pro jejich financování tohoto magazínu.
V roce 2008 jmenoval časopis The Times Michaela Moorcocka v seznamu „Padesát nejlepších britských spisovatelů od roku 1945“.

## Život
Michael Moorcock se narodil v Londýně roku 1939. Krajina Londýna, zejména oblast Notting Hill Gate a Landborke Grove, měla důležitý vliv na jeho tvorbu (viz romány o Corneliovi).
Moorcock uvedl The Gods of Mars od Edgara Ricea Burroughse, The Apple Cart od George Bernarda Shawa a The Constable of St. Nicholas od Edwina Lestera Arnolda jako první tři knihy, které zachytily jeho představivost.
Moorcock je bývalý manžel Hilary Bailey. Je také bývalý manžel Jill Riches, která se později vdala za Roberta Calverta. Jill Riches ilustrovala také některé obálky Moorcockových knih, včetně přebalu the Gloriana.
Byl zakládajícím členem Swordsmen and Sorcerers' Guild of America (SAGA), neformální skupiny osmi autorů hrdinské fantasy založené v šedesátých letech dvacátého století a vedené Linem Carterem.
Moorcock byl předmětem dvou prací, monografie a interview, Colina Greenlanda. V roce 1983, Greenland publikoval The Entropy Exhibition: Michael Moorcock and the British 'New Wave' in Science Fiction. V roce 1992 následovalo interview Michael Moorcock: Death is No Obstacle.
Moorcock se v devadesátých letech dvacátého století přestěhoval do Texasu ve Spojených státech amerických. Jeho žena Linda je Američanka. Moorcock pravidelně půl roku pobývá v Texasu a dalšího půl roku v Paříži.